# Kakegoe
Con il termine kakegoe (掛け声?) ci si riferisce solitamente alle urla e alle invocazioni lanciate da parte del pubblico durante le messe in scena di spettacoli di musica traidizionale giapponese, di teatro kabuki e di arti marziali come il Kendō.

## Kabuki
Nel teatro kabuki, questo termine si riferisce alle melodrammatiche invocazioni fatte dal pubblico. È infatti parte stessa dello spettacolo il fatto che il pubblico effettui un kakegoe ogni tanto durante la rappresentazione dell'opera, pronunciando lo yagō, ossia il nome di scena, dell'attore impegnato nella recitazione. Nel teatro kabuki esiste infatti una serie di pose di particolare enfasi, chiamate mie, proprie di ogni opera e, quando l'attore ne assume una in un preciso momento della rappresentazione, è sempre presente nel pubblico qualcuno che grida il suo yagō. Al giorno d'oggi il kakegoe ha solo uno scopo positivo ma, nei tempi passati, alcune urla venivano utilizzate anche per insultare l'attore in caso di una cattiva performance, in questo caso una parola tipicamente usata era daikon, letteralmente "grossa radice", che è poi il nome di una varietà del ravanello comune originaria dell'Asia orientale, il daikon.
Talvolta ad essere gridato non è il nome di scena dell'attore bensì alcune frasi di rito come ad esempio "Mattemashita!" ("Questo è quello che stavamo aspettando!"), gridata quando si apre il sipario.
Esistono veri e propri specialisti del kakegoe, basti pensare che nella sola Tokyo sono presenti tre gilde di addetti al kakegoe, per un totale di circa sessanta membri, quasi tutti di sesso maschile, i quali spesso ricevono biglietti gratuiti per gli spettacoli tenuti al Kabuki-za (歌舞伎座?) di Ginza, il principale teatro di Tokyo per quanto riguarda le rappresentazioni kabuki.

## Musica tradizionale
Nella musica tradizionale giapponese, dei kakegoe sono inseriti a piacimento in alcune parti della canzone. Rispetto al teatro kabuki, però, i kakegoe non sono nomi bensì parole di incoraggiamento per il musicista, il cantante o i ballerini impegnati nella messa in scena. Tra le parole più comunemente usate si possono citare "sore!", che in giapponese significa "quello", a voler dire "Quello è il modo!" o "Proprio così!", e "dontokoi!", che letteralmente significa "Non esitare!". Altre parole ancora sono "yoisho!", "yoi yoi yoi!" e "choi choi!". I kakegoe sono utilizzati anche nella danza Buyō, dove il nome del ballerino viene gridato in momenti chiave del balletto.
Alcune canzoni prevedono poi una vera e propria parte dove si prevede l'uso del kakegoe, è il caso, ad esempio, della famosa canzone tradizionale Sōran Bushi, in cui, alla fine di ogni verso, il pubblico grida "ah dokkoisho, dokkoisho!", e dell'altrettanto famosa canzone Mamurogawa Ondo, i cui versi vengono sempre completati dal pubblico che grida "ah dontokoi, dontokoi!". Esistono poi espressioni tipiche di alcune zone, ad esempio "Ha iya sasa!" e "A hiri hiri" sono grida specifiche usate dal pubblico della musica tradizionale di Okinawa.

## Matsuri
In occasione dei festival tradizione giapponesi, i matsuri, con kakegoe si indicano invece le urla e le grida intonate dai partecipanti alle diverse manifestazioni. Durante il matsuri tenuto nella città di Hamamatsu, ad esempio, si tiene una sfilata di grandi aquiloni e carri di legno chiamati yatai, ognuno rappresentante una diversa gilda, i cui occupanti gridano "Oisho! Oisho!" accompagnati dal suono di rullanti e trombe. Un altro caso è quello del festival Ishidori, tenuto a Kuwana, nella prefettura di Mie, qui i partecipanti alla sfilata dei carri gridano "Korasa" o "Hoisa" dopo una sessione di tamburi taiko e un battito di kane, un tipo particolare di gong.